# Marion County, West Virginia
Marion County är ett county i norra delen av den amerikanska delstaten West Virginia. Den administrativa huvudorten (county seat) är Fairmont.

## Geografi
Enligt United States Census Bureau har countyt en total area på 807 km². 802 km² av den arean är land och 5 km²  är vatten.

### Angränsande countyn
- Monongalia County - nord
- Taylor County - sydöst
- Harrison County - syd
- Wetzel County - väst

### Städer och samhällen
- Barrackville
- Fairmont
- Fairview
- Farmington
- Grant Town
- Mannington
- Monongah
- Pleasant Valley
- Rivesville
- Whitehall
- Worthington